# トップミュージック
株式会社トップミュージックは、新潟県新潟市東区に本社を置く、通信カラオケのレンタル販売などを行っている企業。また、カラオケボックスチェーンのカラオケマイムを新潟県・山形県・福島県・沖縄県に展開している。

## 概要
社有車をすべてハイブリッド自動車にするなどの省エネルギー対策に力を入れており、2013年には、新潟県の村上地域で初めてとなるメガソーラー級の太陽光発電所を建設した。
2015年には、村上市にあった本社を新潟市東区に移設。
同社が運営するカラオケ店「マイム」は、2021年から2022年にかけてエイベックスが行った倖田來未とのコラボキャンペーン『Don’t Stop Singing feat. KODA KUMI』には、参加カラオケ店として名前を連ねている。また、コロナ禍ではクラスターの発生を防ぐために複数人で来店しても同居家族を除いて1人1室の利用を求めている。